# Nyüved
Nyüved falu Romániában, Bihar megyében.

## Fekvése
Bihar megyében, Szalárdtól nyugatra fekvő település.

## Története
Nyüved nevét az oklevelek már a 13. században említették Nyiveg néven. Első ismert birtokosai a 15. századból ismertek. Ekkor a Hunyady család, majd a Csáky család volt birtokosa.
A 18. század végén és a 19. század elején több birtokos osztozott rajta: így a Jurikay, Dobozy, Reviczky, Széles és Komáromy családok is. A 20. század elején Rigó Ferenc és idős Gálbory Sámuel birtoka volt.
A település régi helynevei közül a 20. század elején még ismert volt Somosdomb, Botfája, Farkasfája és Dékáll neve. A településhez tartozott még Kügy puszta is, mely a 13. században már község volt. Névadó birtokosa után Quid néven nevezték, és már a Váradi regestrumban is említették a 13. században, ahol Kügy nevű birtokosáról írtak, aki Olivér fia volt. Kügy későbbi birtokosai Rajnáld fia János és a nyüvedi nemesek voltak, végül a koronára szállt.
Nyüved a trianoni békeszerződés előtt Bihar vármegye Szalárdi járásához tartozott.
Visky Ferenc lelkész nyüvedi tartózkodásáról írják: "a kollektivizálás kellős közepén egyszer csak az egész falu úgy dönt, hogy mostantól Jézus lesz itt a főnök. (...) ez Nyüveden történt és jegyzőkönyv is született az esetről. Megtaláltam ezt a jegyzőkönyvet, nagy örömömre. Beszögezték a templom ajtaját, az le is van írva a jegyzőkönyvben, hogy hogyan."

## Nevezetességek
- Református temploma – 1830-ban épült.